# Dužina
Dužina je dio pravca omeđen dvjema različitim točkama. Ona sadrži krajnje točke i sve točke pravca na kojem se nalazi, a koje su između krajnjih točaka. Može se definirati i kao presjek dvaju polupravaca koji pripadaju istom pravcu, a da sama nije polupravac. Dužina je najkraća crta koja spaja njezine krajnje točke. 
Dužina je jednoznačno određena:
- dvjema točkama, krajnjim točkama dužine, ili
- jednom točkom i vektorom čiji smjer, orijentacija i intenzitet određuju drugu točku dužine.

Dužina se označava navodeći njezine krajnje točke s potezom iznad njih, npr. AB.

## Aritmetika s dužinama
Stari Grci bili su vješti u baratanju s dužinama. Tako su znali odrediti zbroj, razliku, umnožak i količnik dužina. 
Zbroj i razlika dužina.
Problem zbrajanje i oduzimanja dužina rješava se šestarom, nanošenjem jedne dužine do druge kod zbrajanja, tj. jedne na drugu kod oduzimanja
Umnožak i količnik dužina.
Ovaj se postupak provodi koristeći Talesov teorem o proporcionalnosti. Neka imamo 3 tri dužine, {\displaystyle a,b,c:|c|=1.} Odredimo kut određen polupravcima {\displaystyle p,q:k(p,q).} Nanesimo šestarom dužinu {\displaystyle c+a=1+a} na polupravac {\displaystyle p} (tako da dodiruje vrh kuta) te na isti način dužinu {\displaystyle b} na polupravac {\displaystyle q.} Povucimo pravac {\displaystyle l} kroz krajnje točke {\displaystyle B,C} (prema van, tj. {\displaystyle B\neq C}) dužina {\displaystyle c,b} i povucimo pravac {\displaystyle m} paralelan s njim kroz krajnju točku {\displaystyle A} dužine {\displaystyle a+1} ({\displaystyle A\neq C}). Neka je {\displaystyle D=m\cap q.} Duljina dužine {\displaystyle {\overline {BD}}} jednaka je {\displaystyle ab.} Ta se duljina naziva i četvrta geometrijska proporcionala. 
Analogno se provodi dijeljenje.

## Duljina dužine
Duljina dužine označava razmak između njenih krajnjih točaka. Duljina dužine AB označava se s |AB|. U dvodimenzionalnom euklidskom prostoru duljina dužine AB, gdje je A = (Ax, Ay) i B = (Bx, By), izračunava se prema formuli:
{\displaystyle \left|AB\right|={\sqrt {\left(B_{x}-A_{x}\right)^{2}+\left(B_{y}-A_{y}\right)^{2}}}}

## Minimum skupa dužine
Od svih dužina koje spajaju danu točku P koja leži izvan pravca, a s točkom tog pravca najmanja je ona koja je normala na dati pravac. Za dužine koje nisu normale na pravac, kose su prema tomu pravcu.
Poučak
Udaljenost dane točke od dana pravca je dužina koja spaja danu točku s njezinom projekcijom na dani pravac. 
Dužina te dužine naziva se udaljenost točke od pravca.  
Udaljenost vrha trokuta od pravca na kojoj leži stranica nasuprot tog vrha naziva se visina trokuta spuštena iz tog vrha ili na tu stranicu.